# Arabistica

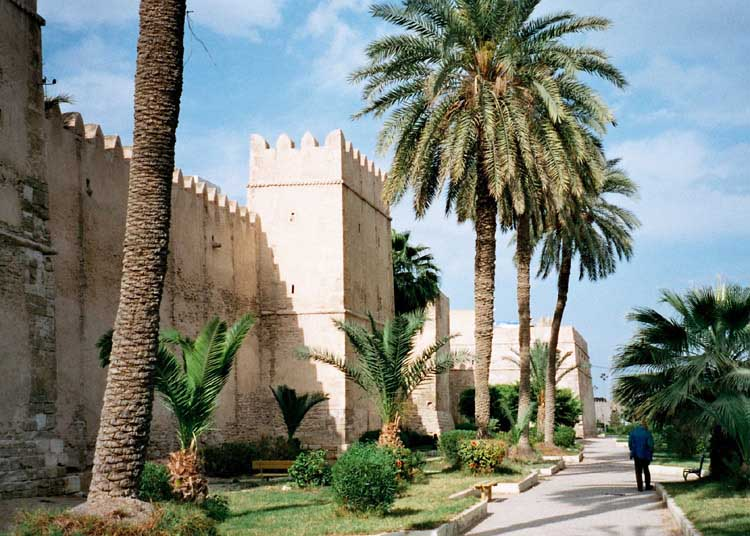
Le mura della "Medina" (città vecchia) di Sfax (Tunisia), capitale araba della cultura 2016

L'arabistica è il ramo di studi e ricerche sulla storia e cultura araba antica e moderna; interessa perlopiù i campi della linguistica e letteratura araba.
Poiché non tutti gli Arabi sono musulmani (si pensi agli attuali Arabi-cristiani; oltre agli ebrei che scrivevano in arabo), l'arabistica va tenuta distinta dall'islamologia.

## Storia
I primi studi e insegnamenti di lingua e cultura araba in Italia risalgono al periodo dell'Emirato islamico in Sicilia.
Gli insegnamenti in Occidente di lingua e letteratura araba furono introdotti per volere di un Concilio ecumenico nel XIII secolo, e riguardarono gli atenei di Bologna, Parigi, Salamanca e Oxford.
In Italia, le principali strutture arabistiche sono l'Università degli Studi di Napoli "L'Orientale" (già Istituto Universitario Orientale di Napoli), l'Università degli Studi di Roma "La Sapienza", Università degli Studi di Palermo e l'Università "Ca' Foscari" di Venezia; ma a Roma sono presenti anche il Pontificio Istituto di Studi Arabi e d'Islamistica (PISAI) e il Pontificio Istituto Orientale (PIO).
Tra gli istituti non accademici, invece, il più antico e istituzionalmente votato agli studi arabistici moderni e contemporanei è l'Istituto per l'Oriente C. A. Nallino di Roma, il quale dal 1921 (anno della sua fondazione) ha dato alle stampe oltre 250 opere arabistiche. Finché è rimasto in vita, anche l'IsIAO di Roma ha tenuto regolari corsi di lingua araba (pur non interessandosi costituzionalmente all'arabistica in quanto tale).